# インパクト!
『インパクト!』（IMPACT!）は、2006年4月10日から同年9月18日までフジテレビ系列で放送されていた深夜バラエティ番組である。

## 番組概要
見た目や内容の「インパクト」に重点を置いたネタ見せ番組。同番組は、同局『森田一義アワー 笑っていいとも!』月曜日で2005年12月5日から2006年3月27日まで放送していた「チャンスがアルタ!!金のたまごクラブ」のコーナーを独立させレギュラー番組化したもの。
「面白さによってネタ見せの時間が変わる」という厳しくもわかりやすいルールで進行する。ファーストインパクト（ブラインド越しに約15秒間のネタ見せ、ネタの予告編）　→　インパクトジャッジ（審査員と観客の期待値で秒数を決定、最大60秒）　→　レッツインパクト（ネタを披露）　→　アフタートーク　という順で5組のインパクト芸人が出演する。ネタ披露後はさまぁ〜ずの2人が先輩芸人の立場から時折冷静に批評を行い、やや専門的な解説も行う。
番組のエンディングは三村マサカズの一発ギャグで締めくくるのが恒例。
なお、前身番組『お笑い登龍門』同様、放送終了後番組ホームページで「もう一度見たい芸人」投票を受け付け、その結果は番組制作に反映される。
同番組終了後、「チャンスがアルタ!!金のたまごクラブ」のコーナーは2007年7月から再び「笑っていいとも!」の月曜日コーナー（2007年9月からは笑っていいとも!増刊号に移動）として復活した。

## 出演者

### 司会
- 茂木淳一（進行）
- 大竹一樹（さまぁ〜ず）

### 審査員
- 三村マサカズ（さまぁ〜ず）
- 杏さゆり
- さくら
- Mie
- 他ゲスト1名

「インパクトジャッジ」の際に、杏さゆり・さくら・Mieとゲスト1名の計4名と観客56名、合わせて60名で審査する（三村は賑やかしの「番組マスコット」で、スイッチを持っていない）。持ち点は1名につき1秒で、満点の場合は60秒のネタ見せができる。毎回平均40秒-50秒のネタ見せ時間になる。

### 出演芸人
カッコ内は出演回数。
- 第1回：弾丸ジャッキー / ゴー☆ジャス / 椿鬼奴 / 自然隊 / 大西ライオン
- 第2回：Mr.チョップリン / オオカミ少年 / 天狗・川田 / ガリットチュウ / メグちゃん
- 第3回：瞬間メタル / HEY!たくちゃん / ブルームフラワー / チャド / ザ・たっち
- 第4回：髭男爵 / イシバシハザマ / どくろ団 / オードリー / 増谷キートン
- 第5回：3バカヘッズ / くじら / 超新塾 / 平成ノブシコブシ 吉村崇 / コンマニセンチ
- 第6回：俺のバカ / 椿鬼奴 （2回目） / イワイガワ / ガンバレイ・シウバ / ハイキングウォーキング
- 第7回：楽珍トリオ / U字工事 / 大西ライオン （2回目）/ プラスワン / どーよ・テル
- 第8回：ポテト少年団 / くじら （2回目） / 春田和幸 / イシバシハザマ （2回目） / ヒッキー北風
- 第9回：くまだまさし / 昭和ちゃん / ポリスじろう / TAIGA / 瞬間メタル （2回目）
- 第10回：ゴー☆ジャス （2回目） / 荒木巴 / 木村晃健 / くまだまさし （2回目） / 島田夫妻
- 第11回：πr（パイアール） / しゅく造め(元Rまにあ) / こんらんチョップ / チャド （2回目） / もう中学生
- 第12回：アイパー滝沢 / ブルームフラワー （2回目） / ドラハッパー / オオカミ少年 （2回目） / 永野
- 第13回：ハイキングウォーキング （2回目） / BBゴロー / マチコ / ポリスじろう （2回目） / マッキー
- 第14回：ゆうぞう / 島田夫妻 （2回目） / カナリア / 3バカヘッズ （2回目） / 名刀長塚
- 第15回：どくろ団 （2回目） / マチコ （2回目） / コンツ / ですよ。 / 天狗
- 第16回：アイパー滝沢 （2回目）/ ザブングル / 庵 / コンマニセンチ （2回目） / ミヨポン
- 第17回：大好物 / ドラハッパー （2回目） / アゲツマ / ヤポンスキー / アンナ
- 第18回：メインストリート / カナリア （2回目） / 我が家 / 鏡味仙太・仙次 / 大和衛
- 第19回：椿鬼奴 （3回目） / 平成ノブシコブシ 吉村崇 （2回目） / アイパー滝沢 （3回目） / 島田夫妻 （3回目） / チャド （3回目）
- 第20回：俺のバカ　（2回目） / あしこゆび / くじら （3回目） / THE石原 / アミ・ボロロク・ホエ・デシェ・ジェテ・チャイ　（解散）
- 第21回：こばやしけん太 / 超新塾 （2回目） / ポリスじろう （3回目） / デコボコ団 / ですよ。 （2回目）

## 第1回インパクト!カップ
第22回、23回（最終回）は「第1回インパクト!カップ」と銘打ち、過去番組ホームページ上の投票で多く票を集めた上位8組の芸人たちによるトーナメントを行なった。
ルール
8組によるトーナメント形式。対決する2組が60秒間のネタ見せを行なった後、審査員61名が面白かった方に手元のスイッチで投票し、多く票を集めた方が勝ち抜けとなる。
審査員にはこれまで「番組マスコット」扱いだった三村も参加。
出場者
- アイパー滝沢 （出演3回、第12,16,19回）
- アンナ （出演1回、第17回）
- カナリア （出演2回、第14,18回）
- 瞬間メタル （出演2回、第3,9回）
- ハイキングウォーキング （出演2回、第6,13回）
- ブルームフラワー （出演2回、第3,12回）
- 平成ノブシコブシ・吉村崇 （出演2回、第5,19回）
- ポリスじろう （出演3回、第9,13,21回）

最終順位
- 優勝　平成ノブシコブシ・吉村崇
- 準優勝　カナリア
- 3位　アイパー滝沢

## 主題歌

### エンディングテーマ
- 小野瀬雅生『Let the music play』

## スタッフ
- 構成：長谷川朝二、秋葉高彰、堀雅人、大井達朗
- 美術制作：井上明裕
- デザイン：棈木陽次（フジテレビ）
- 美術進行：中村秀美
- 大道具：浅見大、那須野清
- 装飾：林成利
- 生花装飾：荒川直史
- 衣裳：東京衣裳
- メイク：山田かつら
- 電飾：田中信太郎
- アクリル装飾：児玉希生
- タイトル：岩崎光明
- CG（コンピューターグラフィックス）：秋里直樹
- TD（テクニカルディレクター）：佐々木信一（共同テレビ）
- SW（スイッチャー）：寺本和美
- カメラ：石井友幸
- VE（ビデオエンジニア）：石井雅紀
- 音声：近藤崇宏
- PA（パブリックアドレス）：木戸寛公
- 照明：宗像徹馬
- 編集：御代田祥一（パッチワーク）
- MA（マルチオーディオ）：柳智隆
- 音響効果：田中寿一（J-WORKS）
- マルチ：西尾知己
- 技術協力：共同テレビジョン、パッチワーク、FLT
- 編成：濱野貴敏（フジテレビ）
- 広報：小中ももこ（フジテレビ）
- 連絡：林田直子（現ガスコイン・カンパニー）
- TK（タイムキーパー）：水越理恵
- FD（フロアディレクター）：栃原智
- AP（アシスタントプロデューサー）：木月洋介（フジテレビ）
- スーパーバイザー → プロデューサー：石井浩二（フジテレビ）
- ディレクター：桑原正史、杉原裕一（オイコーポレーション）、古澤光広（フジテレビ）
- 演出：出口敬生（フジテレビ）
- プロデューサー：坪田譲治・黒木彰一（共にフジテレビ）
- 制作：フジテレビバラエティ制作センター
- 制作著作：フジテレビ

## ネット局と放送時間
| 放送対象地域   | 放送局                | 系列           | 放送曜日及び放送時間 | 放送日の遅れ |
| -------------- | --------------------- | -------------- | -------------------- | ------------ |
| 関東広域圏     | フジテレビ （製作局） | フジテレビ系列 | 月曜 24:45-25:08     | ---          |
| 岩手県         | 岩手めんこいテレビ    | フジテレビ系列 | 月曜 24:45-25:08     | ---          |
| 宮城県         | 仙台放送              | フジテレビ系列 | 月曜 24:45-25:08     | ---          |
| 新潟県         | 新潟総合テレビ        | フジテレビ系列 | 月曜 24:35-24:58     | ---          |
| 広島県         | テレビ新広島          | フジテレビ系列 | 月曜 24:35-24:58     | ---          |
| 愛媛県         | テレビ愛媛            | フジテレビ系列 | 月曜 24:35-25:00     | 7日遅れ      |
| 熊本県         | テレビ熊本            | フジテレビ系列 | 月曜 24:40-25:03     | 7日遅れ      |
| 福岡県         | テレビ西日本          | フジテレビ系列 | 火曜 25:50-26:15     | 8日遅れ      |
| 大分県         | テレビ大分            | フジテレビ系列 | 火曜 25:20-25:45     | 8日遅れ      |
| 高知県         | 高知さんさんテレビ    | フジテレビ系列 | 水曜 24:40-25:05     | 9日遅れ      |
| 北海道         | 北海道文化放送        | フジテレビ系列 | 木曜 25:38-26:01     | 10日遅れ     |
| 佐賀県         | サガテレビ            | フジテレビ系列 | 木曜 24:35-25:05     | 10日遅れ     |
| 富山県         | 富山テレビ            | フジテレビ系列 | 金曜 25:35-26:00     | 11日遅れ     |
| 長野県         | 長野放送              | フジテレビ系列 | 月曜 24:35-24:58     | 14日遅れ     |
| 沖縄県         | 沖縄テレビ            | フジテレビ系列 | 金曜 25:55-26:20     | 18日遅れ     |
| 山形県         | さくらんぼテレビ      | フジテレビ系列 | 月曜 24:35-25:00     | 21日遅れ     |
| 福井県         | 福井テレビ            | フジテレビ系列 | 火曜 24:40-25:05     | 22日遅れ     |
| 秋田県         | 秋田テレビ            | フジテレビ系列 | 日曜 25:10-25:33     | 27日遅れ     |
| 鹿児島県       | 鹿児島テレビ          | フジテレビ系列 | 日曜 14:35-15:00     | 34日遅れ     |
| 石川県         | 石川テレビ            | フジテレビ系列 | 日曜 26:20-26:45     | 61日遅れ     |
| 岡山県・香川県 | 岡山放送              | フジテレビ系列 | 金曜 25:05-25:30     |              |

- テレビ大分はフジテレビ系列を含むクロスネット局。
- 新潟総合テレビ、テレビ新広島はフジテレビより先行ネット（フジテレビより10分早く放送）。
- 岡山放送は2006年8月4日から放送されていない（不定期で放送されている）。
- 『FOOTBALL CX』が放送され、フジテレビで当番組が休止になった場合。

同時ネットの放送局は別番組で差し替える、その他の放送局も後日に1回分休止する。以上の2点があるため、結果的に放送日の遅れが変更することはない。